# Georg Hennig (Diplomat)
Georg Hennig (* 9. März 1937 in Wien) ist ein ehemaliger österreichischer Botschafter.

## Leben
Georg Hennig trat 1961 in den auswärtigen Dienst. Von 1961 bis 1963 wurde er beim Bundesministerium für auswärtige Angelegenheiten beschäftigt. Von 1963 bis 1966 wurde er bei Vertretungen der Vereinten Nationen beschäftigt. Von 1966 bis 1970 wurde er beim Bundesministerium für auswärtige Angelegenheiten beschäftigt. Von 1970 bis 1972 wurde in Madrid beschäftigt.
Von 1972 bis 1975 leitete er das Büro von Kurt Waldheim. Von 1976 bis 1978 leitete er das Generalsekretariat der Vereinten Nationen. Von 2. Februar 1978 bis 1982 war er Botschafter in Neu-Delhi. Von 1983 bis 1986 war er Botschafter in Tokio.
Von 1987 bis 1992 war er Sonderberater von Kurt Waldheim. Von 1992 bis 1993 wurde er beim Bundesministerium für auswärtige Angelegenheiten beschäftigt. Von 13. Dezember 1993 bis 25. Juli 1996 war er Ambassador to the Court of St James’s.

## Auszeichnungen
- 1992: Großes Goldenes Ehrenzeichen für Verdienste um die Republik Österreich[3]
- 1999: Großes Goldenes Ehrenzeichen mit dem Stern für Verdienste um die Republik Österreich[4]
- 1999: Komtur mit Stern des Päpstlichen Ritterordens des heiligen Gregors des Großen[5]